# Bundesstraße 16a
Die Bundesstraße 16a (Abkürzung B 16a) ist eine deutsche Bundesstraße im Großraum Ingolstadt (Bayern).
Sie verläuft auf der Trasse der ehemaligen B 16 von Ingolstadt aus über Großmehring und Vohburg an der Donau nach Münchsmünster. Südlich davon trifft sie auf die Staatsstraße 2233, die sie fortführt, bevor sie rund 500 m weiter auf die B 16 trifft. Ab hier führt die B 300 Richtung Süden weiter.